# Kwiecień 2009

## 27 kwietnia 2009
- Silne wstrząsy o sile 5,8 w skali Richtera w Meksyku.

## 19 kwietnia 2009
- Zmarł brytyjski pisarz James Graham Ballard – autor słynnych powieści Imperium Słońca czy „Crash”[1].

## 16 kwietnia 2009
- Zakończyła się II wojna czeczeńska[2].

## 13 kwietnia 2009
- W Kamieniu Pomorskim miał miejsce pożar, w którym zginęły 22 osoby[3].
- Prezydent Pakistanu Asif Ali Zardari podpisał dekret przywracający szariat (prawo koraniczne) w Dolinie Swat[4].

## 12 kwietnia 2009
- Komandosi z elitarnej jednostki Navy SEALs uwolnili kapitana okrętu Maersk Alabama Richarda Phillipsa, porwanego przez piratów 8 kwietnia. W akcji odbijania zakładnika zabito trzech piratów.[5]

## 11 kwietnia 2009
- W ataku terrorystycznym wykonanym przez sunnickich rebeliantów w Iskandrii (40 km na południe od Bagdadu) zginęło 9 osób, 31 rannych[6].
- Z powodu masowych demonstracji antyrządowych (trwających do 13 kwietnia w których zginęły 2 osoby, ponad 100 rannych) odwołano szczyt przywódców 10 krajów Stowarzyszenia Narodów Azji Południowo-Wschodniej (ASEAN)[7].

## 10 kwietnia 2009
- Prezydent Fidżi Josefa Iloilo zawiesił konstytucję, tym samym przejmując całkowitą władzę w tej znajdującej się na Pacyfiku republice[8].
- Ekaitz Sirvent Auzmendi, jeden z pięciu głównych szefów ETA, został aresztowany w Paryżu[9].

## 9 kwietnia 2009
- Odbyły się wybory prezydenckie w Algierii. (presse-dz.com)
- W Indonezji odbyły się wybory parlamentarne[10].

## 8 kwietnia 2009
- Podczas wyprawy na Manaslu zginął Piotr Morawski, jeden z najbardziej znanych polskich himalaistów[11].

## 7 kwietnia 2009
- Izraelskie Ministerstwo Obrony poinformowało, że Izrael przeprowadził test rakiety przechwytującej Arrow II (Strzała II). Próba ta wypadła pomyślnie.[12]

## 6 kwietnia 2009
- Zmarł prof. Andrzej Stelmachowski, były Marszałek Senatu i minister edukacji narodowej[13].
- Ponad 290 osób zginęło na skutek trzęsienia ziemi z epicentrum w okolicach miasta L’Aquila w środkowych Włoszech[14].
- Po wygranej w wyborach parlamentarnych w Mołdawii przez komunistów wybuchły zamieszki[15].

## 5 kwietnia 2009
- Odbyła się II tura wyborów prezydenckich w Macedonii, którą wygrał Ǵorge Iwanow[16].
- Korea Północna wystrzeliła rakietę dalekiego zasięgu Taepodong-2[17].

## 4 kwietnia 2009
- Anders Fogh Rasmussen został wybrany podczas Szczytu NATO na nowego szefa NATO[18].
- Odbyła się II tura wyborów prezydenckich na Słowacji[19]. Zwyciężył urzędujący prezydent Ivan Gašparovič[20].
- Talibowie zwolnili porwanego 2 lutego Amerykanina Johna Soleckiego[21].

## 3 kwietnia 2009
- 3 kwietnia rozpoczął się dwudniowy szczyt NATO w Strasburgu i Kehl[22].
- Najib Tun Razak został nowym premierem Malezji[23].

## 2 kwietnia 2009
- W Londynie odbył się szczyt G20 dotyczący spraw finansowych[24].

## 1 kwietnia 2009
- Reprezentacja Polski w piłce nożnej wygrała z reprezentacją San Marino 10:0 – jest to najwyższa wygrana w historii polskiej piłki[25].
- Od 1 kwietnia Albania i Chorwacja są w sojuszu NATO. Te kraje stały się odpowiednio 27. i 28. członkiem NATO.[26]